# 爱的枷锁
《爱的枷锁》（英語：Chains of Love）是2001年4至5月在联合派拉蒙电视网共播出六期的约会游戏节目，根据荷兰电视剧改编，主要内容是每个成年人（称为“挑选者”）与四名异性用锁链绑起来并一起生活四天四夜。挑选者能拿到一万美元，并有三次解开一名异性的机会，挑选者可以向被解开（淘汰）的异性补偿现金。等到只剩一名异性时，挑选者可以选择两人平分剩下的钱，也能自行保留。六期节目均由美国电视名人麦迪逊·米歇尔主持。
《爱的枷锁》本是全国广播公司订购的节目，后由联合派拉蒙电视网接手，希望通过开播更多无剧本节目提升电视台收视成绩，部分媒体认为本剧是真人实境节目复兴的产物。大卫·加芬克尔是《爱的枷锁》的执行制作人，他还曾制作同类节目《相亲》。
联合派拉蒙电视网在节目开播前针对年轻女子展开为期一个月的网上宣传。《爱的枷锁》起初占有北美东部时区周二晚八点档，电视台打算将节目办成模拟逃犯追踪剧《追捕》的姐妹篇。部分媒体认为，《爱的枷锁》在电视联播网播映导致内容受限。评论界对本剧意见不一，评论员将其结构和基调与其他参赛者寻找情侣的节目对比，如《相亲》、《约会游戏》。《爱的枷锁》从未发行数码多功能影音光盘和蓝光光盘，也没有推出串流媒体。

## 游戏玩法

节目的宣传图像，显示节目期间参赛者是如何锁在一起。每期参赛者需要绑在一起生活四天四夜，仅在指定时刻保有隐私

每期《爱的枷锁》都有五名参赛者来到加利福尼亚州帕洛斯弗迪斯庄园生活，身着制服和太阳镜的肌肉男扮成“锁链大师”，在“仪式室”用1.8米的锁链把所有参赛者手脚绑在一起。拍摄期间，各参赛者之间的距离最大也只有约60厘米，但锁住参赛者的镜头没有在节目中播出。
五名参赛者包括“挑选者”和四名相互竞争的“玩伴”。挑选者此前已经给出心目中理想结婚对象的条件，电视台依照这些条件采访参赛者，根据回答选出四人与挑选者一起参加节目。挑选者男女均有，玩伴一定是挑选者的异性。五人被绑在一起四天四夜，还需完成购物、做饭、溜冰等日常任务。各人也有部分时间保有隐私，如上厕所、洗澡、换衣服等。
挑选者在每期节目开始时拿到一万美元现金，能凭个人喜好向其他参赛者赠送现金。挑选者还有三次淘汰竞争玩伴的权力，每次可淘汰一人，锁链大师会解开被淘汰者。挑选者有权决定是否向被淘汰者赠送部分现金，只剩一名玩伴时如果两人都觉得已经建立“爱的连接”就能分掉剩余现金，也可由挑选者保留。最后的玩伴可以拒绝与挑选者关系更进一步。

## 制作

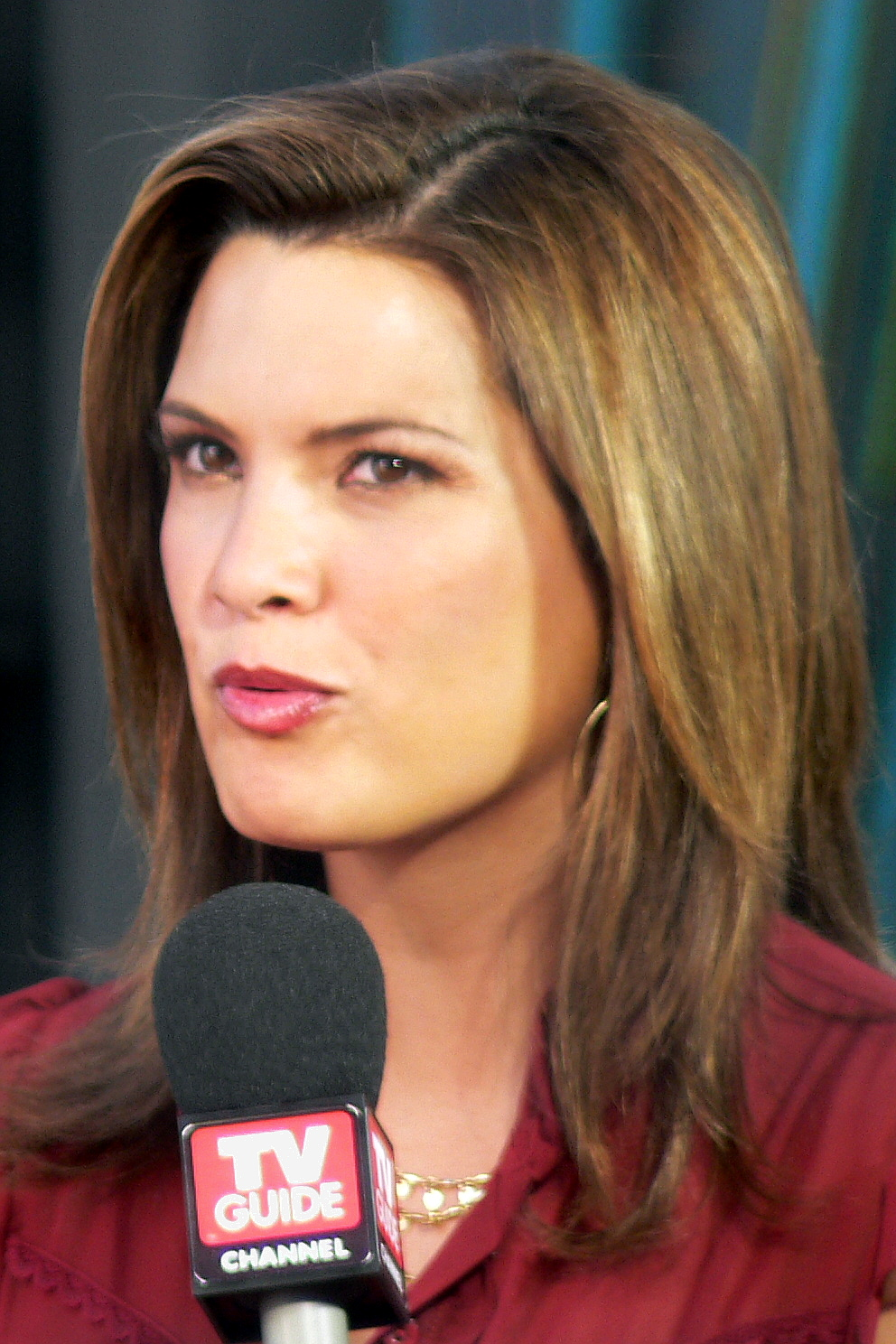
节目由美国电视名人麦迪逊·米歇尔主持（摄于2005年）

《爱的枷锁》根据荷兰电视剧改编，由荷兰恩德莫（Endemol）公司制作，曾制作美国约会游戏节目《相亲》（Blind Date）的大卫·加芬克尔（David Garfinkle）任执行制作人，澳大利亚、荷兰、美国和英国均买下格式版权。真人實境節目《名人老大哥》的部分开发人员参与本剧制作。加芬克尔自称开播后也不知道节目会如何发展，参赛者之间的竞争开始变得就像《飞越情海》（Melrose Place）之类肥皂剧。六期节目均由美国电视名人麦迪逊·米歇尔（Madison Michele）主持。
《爱的枷锁》本是全国广播公司订购的节目，计划请恩德莫制作九期，节目名称待称。但因制作人之间存在创作理念分歧，全国广播公司最终决定放弃。《新闻周刊》的马克·佩瑟（Marc Peyser）认为，全国广播公司是因为“道德因素”退出项目。该公司最后将荷兰电视节目《把握现在或梦中再见》（Now or Neverland）改编成《勇敢者的游戏》（Fear Factor），代替《爱的枷锁》。计划开播更多无剧本节目提升收视率的联合派拉蒙电视网接手项目，并与另外三档真人实境节目共同制作。
《纽约时报》的比尔·卡特（Bill Carter）认为，真人实境竞争节目《幸存者》（Survivor）掀起“第二波真人实境节目”热潮，《爱的枷锁》便是其中推波助澜的一员。在他看来，这些真人实境节目“旨在突破黄金时段电视”的内容限制。金伯利·贝尔（Kimberly K. Bell）通过2007年的著作指出，《爱的枷锁》制作模式接近《幸存者》 ，两个节目都以“精心构建的运动场”为背景，制作人都会修改参赛者的身份进一步迎合观众喜好。
联合派拉蒙电视网高管认为，无剧本节目热潮的兴起一方面是因为制作成本低于有剧本节目，另一方面也因这类节目更受年轻观众青睐。电视网总裁迪恩·瓦伦丁（Dean Valentine）称：“从社会角度来看，要让观众、特别是年轻观众认同虚构剧情的难度越来越大，他们怎么看都觉得很虚假。电视网娱乐总监汤姆·努南（Tom Nunan）表示，《爱的枷锁》旨在提升电视台收视率，观众明显不喜欢千篇一律的电视节目，所以对活动节目往往青眼有加。
瓦伦丁称，节目名称中的“枷锁”意指“人类情感纽带”。在他看来，《爱的枷锁》很大程度上属于肢体喜剧（physical comedy），与性虐恋没有直接联系。瓦伦丁还认为，本剧的卖点不限于性魅力，参赛者一起兑变，因为他们都必须面对接受与拒绝、恐惧和需求，节目过程情绪感染力十足，观众仿佛置身艾哈德研讨训练班般难以抗拒。

## 分集
| 集數                                                           | 標題           | 首播日期      | US收視人數 （百萬） |
| -------------------------------------------------------------- | -------------- | ------------- | ------------------- |
| 1                                                              | 模特斯蒂芬妮   | 2001年4月17日 | 2.1                 |
| 模特斯蒂芬妮需要同四个男人共度时光并选中其一。                 |                |               |                     |
| 2                                                              | 特技演员安迪   | 2001年4月24日 | 1.7                 |
| 职业特技演员安迪需要选择一人深入交往，放弃另外三名女子。       |                |               |                     |
| 3                                                              | 拉拉队长珍妮佛 | 2001年5月1日  | 1.5                 |
| 拉拉队长珍妮佛与四名男子绑在一起，必须选出她最中意的一人。     |                |               |                     |
| 4                                                              | 企业律师约翰   | 2001年5月8日  | 1.4                 |
| 企业律师约翰与四名女子绑在一起，要在一起生活四天期间淘汰三人。 |                |               |                     |
| 5                                                              | 大学生珍妮     | 2001年5月15日 | 1.2                 |
| 大学生珍妮与四名男子共度时光，需要逐个淘汰三人。               |                |               |                     |
| 6                                                              | 研究生托马斯   | 2001年5月22日 | 1.7                 |
| 研究生托马斯与四名女子绑在一起，想选中一人共筑爱巢。           |                |               |                     |

## 播映
2000－2001年美国电视网节目季中换血期间，联合派拉蒙电视网共推出三档新剧，除《爱的枷锁》外，另外两档分别是《特别小组2》（Special Unit 2）和《所有的灵魂》。《爱的枷锁》起初占据北美东部时区周二晚八点档，第一期在2001年4月17日播出。联合派拉蒙电视网起初打算将本剧作为模拟逃犯追踪剧《追捕》（Manhunt）的姐妹篇，该剧主要讲述逃犯摆脱赏金猎人追捕，逃犯和猎人都是演员假扮。《爱的枷锁》曾与《所有的灵魂》搭配播出，但《所有的灵魂》仅两集后就暂时停播。
联合派拉蒙电视网在节目开播前开展长达一个月的网上宣传，广告在、和旗下网站刊登，主要面向12至34岁女观众。玛瑞娜戴尔瑞的90营销公司曾为联合派拉蒙电视网宣传电视剧《加里和迈克》（Gary & Mike），《爱的枷锁》也由该司负责宣传。90营销副总载劳伦·凯（Lauren Kay）自称为节目制订“简单明了的品牌计划”，具体手段包括弹出式广告、Flash动画，以及利用微型网站完成的抽奖活动。
部分媒体认为，节目在电视联播网播出可能导致内容受限。《旧金山纪事报》的约翰·卡曼（John Carman）就举出剧中令人莫名其妙的桥段为例，上一个镜头是挑选者向四名女子提议在热水溶缸裸泳，结果下一个镜头众人就都已穿上泳装。佩瑟感觉剧中情色内容程度与《恋爱时代》差不多，觉得不及他起初想象的那么露骨。
《爱的枷锁》仅播出六期就被联合派拉蒙电视网取消，此后一直没有发行数码多功能影音光盘和蓝光光盘，也没有推出流媒体。节目取消后，威廉·夏特纳和迪恩·瓦伦丁在麦迪逊广场花园出席活动时恶搞《爱的枷锁》，两人被锁链绑在一起。

## 专业评价
《爱的枷锁》面世后评价不佳，罗伯·欧文（Rob Owen）在《匹兹堡邮报》发文谴责节目构想堪称“电视卖淫”，是电视最恶劣行径的代表，观众甚至不能从中体会到做贼心虚的快感。《奥古斯塔纪事报》（The Augusta Chronicle）发文，称本剧让联合派拉蒙电视网蒙羞。学者詹姆斯·布朗（James W. Brown）2005年的著作《日间到黄金档：美国电视节目史》（From Daytime to Primetime: The History of American Television Programs）声称，节目构思为情绪和肉体虐待创造条件。
部分评论员对本剧有更正面的看法。卡曼一方面谴责节目伤害参赛者的尊严来吸引观众眼球，另一方面还是对每个男子处理局面的不同手段很感兴趣。《娱乐周刊》刊登丹·斯尼森（Dan Snierson）的文章，称赞《爱的枷锁》构思新颖，堪称“电视史上最离奇、最迷人的真人实境节目”。
许多评论将《爱的枷锁》与其他电视节目对比。布朗认为剧中通过强调两性关系来演示博弈论，就像《约会游戏》（The Dating Game）与《夜夜春宵》（Anything Goes）结合的产物。佩瑟称，制作人把握的节目基调与《相亲》 一致。评论认为，后来的约会节目《恋爱达人》（elimiDATE）和《逃生共同体》（Tethered）都曾借鉴《爱的枷锁》，特别是参赛者与四人约会或是将多人捆绑起来完成特殊任务的构想。